# Тосно
То́сно — город (с 1963 года) в России, административный центр Тосненского района Ленинградской области и Тосненского городского поселения.

## Этимология
Первично название реки Тосна балтийского происхождения, родственное прусск. tusna «тихий».
М. Фасмер уточняет, что название реки, как и Цна, восходит к праформе *Тъсна, аналогично тому как др.-рус. *дъска дало в русском формы доска и диалектное цка.

## История
- 1500 год — «Тосна Матуево на реце на Тосной» с проживающими в ней двумя хозяевами Бориско и Мартынко Матюковыми упоминается в «Переписной окладной книге Водской пятины»[6].
- 1617—1700 год — поселение находилось на территории Швеции по Столбовскому мирному договору
- 1714 год — по указу Петра I в деревню переселены крестьяне из центральных областей России. Основаны Тосненский Ям и Ямская слобода.
- 1717 год — строительство церкви Казанской иконы Божией Матери.

ТОСНА — ямская слобода, принадлежит Ведомству Санкт-Петербургского окружного управления, число жителей по ревизии: 939 м. п., 948 ж. п. (1838 год)

- В результате пожара, случившегося в 1817 году, сгорели центральная часть Тосненской ямской слободы и почтовая изба[8].
- В 1844 году — слобода Тосна, согласно карте Санкт-Петербургской губернии Ф. Ф. Шуберта, состояла из 283 дворов[9].

ТОСНА — слобода Ведомства государственного имущества, по просёлочной дороге, число дворов — 274, число душ — 1045 м. п. (1856)

- 1860 год — открытие церковно-приходской школы.

ТОСНА — слобода казённая при реке Тосне, число дворов — 181, число жителей: 1225 м. п., 1329 ж. п.; Церковь православная. Часовня. Сельское училище. Почтовая станция. (1862)

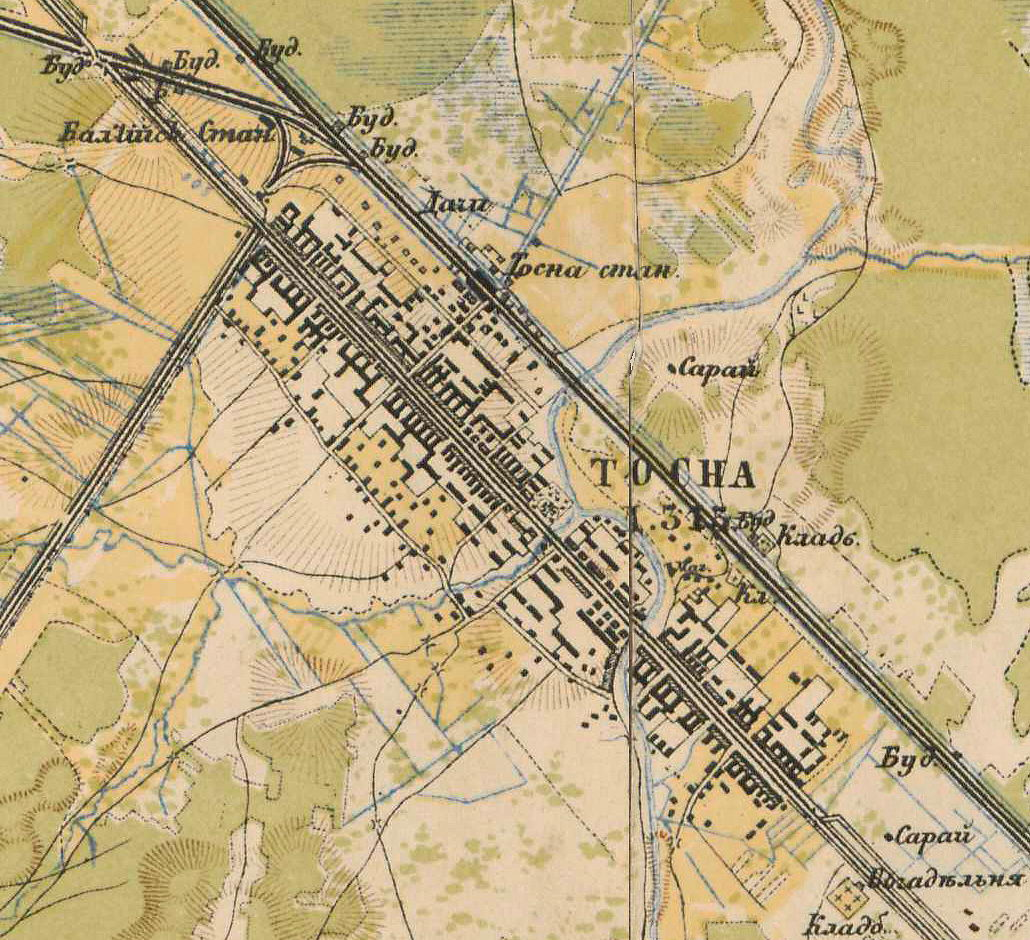
План слободы Тосна. 1885 год

- 1885 год — слобода Тосна, согласно карте окрестностей Петербурга, насчитывает 313 дворов. Сборник же Центрального статистического комитета описывает её так:

ЯМ-ТОСНА — слобода бывшая государственная при реках Тосне и Смоляной, дворов — 363, жителей — 2048; волостное правление (до уездного города 35 вёрст), церковь православная, часовня, школа, богадельня, почтовое отделение и станция, 16 лавок, 24 постоялых двора. (1885 год).

- 1892 год — станция Тосно преобразована в железнодорожный узел.
- В конце XIX — начале XX века Тосно административно относилось к 1-му стану Царскосельского уезда Санкт-Петербургской губернии.
- 1913 год — количество дворов в селе Тосно увеличилось до 470[13].
- Согласно военно-топографической карте Петроградской и Новгородской губерний издания 1917 года, село Тосна насчитывало 408 дворов[14].
- С 1918 по 1922 год существовала Тосненская волость Детскосельского уезда, территория которой затем вошла в состав Ульяновской волости[15].
- В 1925 году в Тосно произошёл крупный пожар, сгорело 67 домов[16].
- Согласно данным переписи населения СССР 1926 года в посёлке Тосно Тосненского сельсовета Ульяновской волости Троцкого уезда проживали 4827 человек — большинство русские, а также эстонцы, белорусы, украинцы, латыши, литовцы, евреи, поляки, финны, грузины, татары, немцы и французы[17].
- 1930 год — село Тосно становится административным центром организованного Тосненского района.

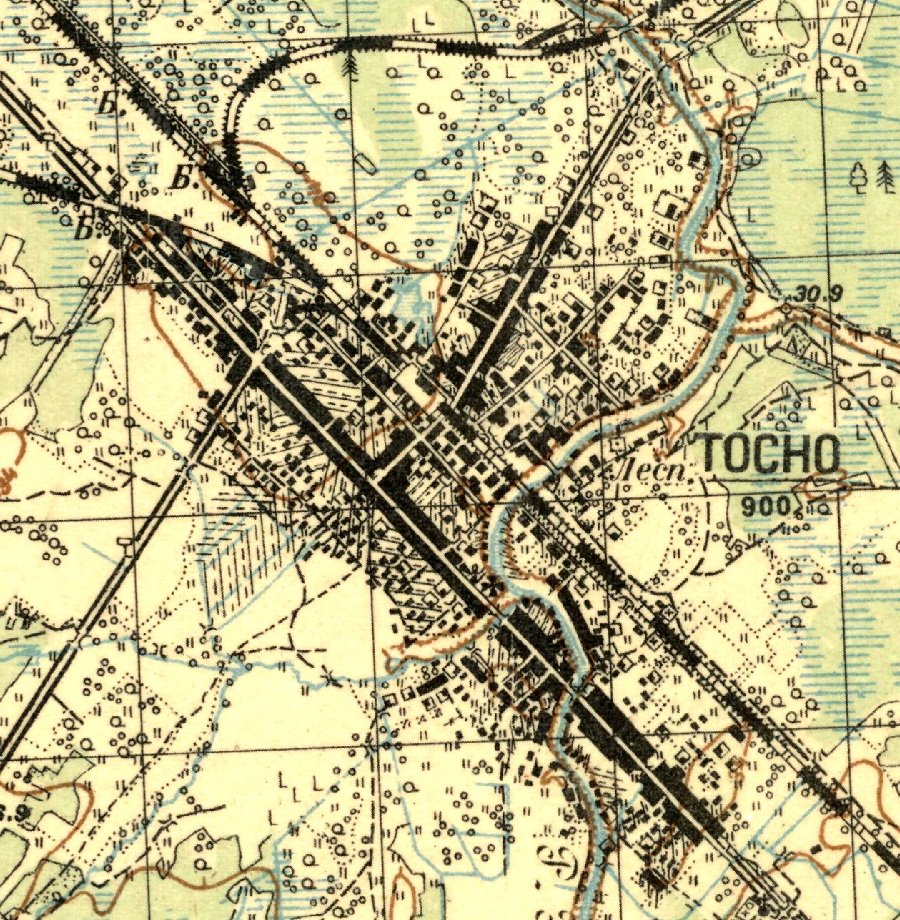
План села Тосно. 1931 год

- 1931 год — начало электрификации села. Согласно топографической карте 1931 года село насчитывало 900 дворов, в селе была церковь и лесопильный завод.
- По данным 1933 года село Тосно являлось административным центром и единственным населённым пунктом Тосненского сельсовета Тосненского района, с населением 7667 человек[18].
- Постановлением Президиума ВЦИК от 20 августа 1935 года посёлок Тосно был преобразован в рабочий посёлок, в связи с чем Тосненский сельсовет был ликвидирован[19].

29 августа 1941 посёлок был оккупирован немецкими войсками во время Великой Отечественной войны. В ходе военных действий часть посёлка была уничтожена, население района осенью 1943 года перемещено немцами в Прибалтику.
Посёлок был освобождён 26 января 1944 года в ходе Новгородско-Лужской наступательной операции 54-й армии силами 119-го стрелкового корпуса (генерал-майор Фёдор Фетисов), 18-й стрелковой дивизии (генерал-майор Минзакир Абсалямов) и 364-й стрелковой дивизии (полковник Виктор Вержбицкий).
После войны посёлок был восстановлен.
- 1962 год — создано местное радиовещание.
- 1963 год — указом Президиума Верховного Совета РСФСР посёлок преобразован в город областного подчинения.

## География
Город расположен в северной части района. Через Тосно проходит автодорога федерального значения М10 (E 105) «Россия» (Москва — Санкт-Петербург). 20 февраля 2001 состоялось открытие 22-километровой объездной дороги.
Расстояние до Санкт-Петербурга:
56 км — до Нулевой версты.
41 км — до развязки Московское шоссе — Витебский проспект — КАД.
25 км — до границы Колпинского района.
Через город протекает река Тосна (бассейн Невы).

## Демография
| 1838    | 1862    | 1897    | 1920    | 1923    | 1926    | 1935    | 1939    | 1945    | 1949    | 1959    | 1967    |
| ------- | ------- | ------- | ------- | ------- | ------- | ------- | ------- | ------- | ------- | ------- | ------- |
| 1887    | ↗2554   | ↗2798   | ↗4743   | ↘4233   | ↗4896   | ↗14 000 | ↘10 170 | ↘4764   | ↗9200   | ↗15 138 | ↗18 000 |
| 1970    | 1979    | 1989    | 1992    | 1996    | 1998    | 2002    | 2003    | 2005    | 2006    | 2007    | 2008    |
| ↗19 564 | ↗24 062 | ↗32 459 | ↗33 800 | ↗35 200 | ↗35 400 | ↗38 683 | ↗38 700 | ↘37 600 | ↘36 900 | →36 900 | ↘36 800 |
| 2009    | 2010    | 2011    | 2012    | 2013    | 2014    | 2015    | 2016    | 2017    | 2018    | 2019    | 2020    |
| ↘36 458 | ↗39 101 | ↘39 100 | ↘38 857 | ↗39 209 | ↗39 320 | ↘39 077 | ↘38 289 | ↘37 875 | ↘37 509 | ↘36 791 | ↘36 296 |
| 2021    | 2023    | 2024    | 2025    |         |         |         |         |         |         |         |         |
| ↘34 066 | ↘32 961 | ↘32 074 | ↘31 676 |         |         |         |         |         |         |         |         |

На 1 января 2025 года по численности населения город находился на 477-м месте из 1124 городов Российской Федерации.

## Административные изменения
- 1500—1714 гг. — деревня Тосна
- 1714—1935 гг. — ямская слобода, село Тосно
- 1935—1949 гг. — рабочий посёлок Тосно
- 1949—1963 гг. — посёлок городского типа Тосно
- с 1963 г. — город Тосно[54]

## Внутригородские территории
В городе существуют исторические районы:
- Балашовка — частный сектор к северо-востоку от железной дороги Санкт-Петербург — Москва. Назван в честь землевладельца А. Д. Балашова, построившего в XIX веке дорогу к своему имению Шапки и мост через Тосну[55].
- Резань — частный сектор к юго-востоку от р. Тосны.
- Тосно 2 — микрорайон к северо-западу от железной дороги на Новолисино.

## Средства массовой информации
С февраля 2000 года по пятницам выходит еженедельник «Тосненские ведомости».
Районная общественно-политическая газета «Тосненский вестник» выходит по субботам.
Радио «Тосно плюс», телеканал «Тосненское телевидение».

## Промышленность
На 2022 год в городе действовали три предприятия со стопроцентным иностранным капиталом:

### Завод «Хенкель-Эра»
Решение о создании завода по производству товаров бытовой химии в г. Тосно было принято 31 августа 1964 года Постановлением Совета Министров СССР. Проектное задание на строительство завода на 12 гектарах земли рядом с микрорайоном Тосно-2 было утверждено Ленхимпромом в июне 1970 года. Строительство завода было начато в 1973 году силами треста № 68, ПМК-347, СУ-238. В 1975 году было закуплено первое оборудование для производства синтетических моющих средств. В 1976 году были заключены контракты с итальянской Merloni Progetti на поставку оборудования для чистящих средств и с западногерманскими «Henkel», «Хинтерконф», «Антон-Олерт» на поставку оборудования для производства клея.
Первый продукт нового завода — порошок «Лотос» в крупной фасовке — был получен 8 декабря 1978 года. Пусковой комплекс по производству синтетических моющих средств мощностью 60 тыс. тонн в год был принят в конце декабря. Цех клеев строился с января 1978 года по декабрь 1979 года. Цех синтетических чистящих средств строился с 1979 по 1981 год.
В 1986 году Тосненский завод бытовой химии был переименован в Производственное объединение «Эра». В состав вошли Тосненский завод бытовой химии в качестве головного предприятия и Волховский химический завод. В 1990 году Волховский завод вышел из объединения.
12 ноября 1992 года было зарегистрировано Акционерное общество открытого типа «Эра». В начале 1990-х годов крупный пакет акций завода был приобретён концерном Henkel. В 1994 году предприятие было переименовано в «Хенкель-Эра». В 1998 году был открыт цех по производству промышленных клеев. В 2002 году СП «Эра» было перерегистрировано в ОАО «Хенкель-ЭРА». В 2009 году мощности по производству порошков были перенесены на предприятия в Перми и Энгельсе. В 2010 году юридические лица компании в России были объединены в одно — ОOО «Хенкель Рус».
В апреле 2022 года Henkel уведомил власти Ленинградской области о продаже своего завода в Тосно. Собственником завода с 1 января 2023 года стал LAB Industries (ООО «Хенкель Рус»).

### ЗаводCaterpillar
Завод был открыт в 2000 году. Производил внедорожные карьерные самосвалы и гидравлические экскаваторы. В 2024 году российские активы компании Caterpillar были переданы российской компании, подконтрольной фонду Balchug Capital, а завод сменил название на ООО «Тосно».

### Завод сантехники испанской компанииRoca Group
Был введён в эксплуатацию в 2006 году. В июле 2022 года было заявлено, что Roca Group уходит из России и передаёт бизнес местному менеджменту.
Также работают следующие промышленные предприятия:
- ООО «Интерфилл» — дочернее предприятие французского концерна Fareva[61]
- Завод полимерных изделий компании «Леноблгаз»;
- Завод «Тепловое оборудование»;
- Вагонное депо «Тосно»;
- Завод «Стройдеталь»
- Мясокомбинат «Тосненский»
- и другие

## Транспорт
Станция Тосно — крупный железнодорожный узел. Железнодорожная станция 2 класса (участковая), имеет 4 направления — на Гатчину, Шапки, Москву и Петербург. Через неё проходят пригородные поезда, а также поезда дальнего следования.
Платформы Тосно-2 (в направлении Санкт-Петербурга) и Зареченская (в направлении Шапок).
20 февраля 2001 года был открыт объезд города, через который теперь проходит автомобильная магистраль Санкт-Петербург — Москва.
Доехать до Тосно можно на пригородных электропоездах с Московского вокзала и от станции метро «Обухово», а также на автобусе № 610 от станции метро «Купчино».
Тосно связан автобусным сообщением с городами Отрадное, Кириши, Пушкин, Павловск.

## Достопримечательности, социальная сфера
Церковь Казанской иконы Божией Матери, построенная по проекту Александра Всеславина, была освящена 19 октября 1908 года епископом Гдовским Кириллом (Смирновым).
- 1995 — открыта Тосненская картинная галерея.
- 1998 — открыт историко-краеведческий музей.

В Тосно находится несколько памятников («Братская могила», «жертвам радиационных катастроф», «участникам боевых действий в Афганистане, Чечне и других военных конфликтах», Мусе Джалилю) и мемориальных досок (каменная летопись).
Имеется экскурсионное бюро и возможность организации охотничьих туров.
С 2003 по 2012 год в Тосно при поддержке местной администрации проходила шоссейная многодневная велогонка «Тосненский Тур».
С 2004 года в Тосно и Тосненском районе ежегодно проходит любительское авторалли «Ралли Тосно», ныне одна из центральных автогонок в Ленинградской области автоспортсменов-любителей.
В 2009 году открыт бассейн «Лазурный».

## Спорт
Любительский футбольный клуб «Руан» принимал участие в Первенстве МРО Северо-Запад и первенстве Ленинградской области с 2009 года. Домашние матчи проводил на тосненском городском стадионе. В 2009 году «Руан» стал чемпионом области, в 2010 — серебряным призёром, в 2009 и 2010 годах — обладателем Кубка Ленинградской области.
Основанный на базе «Руана» в 2013 году профессиональный футбольный клуб «Тосно» выступал в чемпионате России 2017/18 и выиграл Кубок России в 2018 году; прекратил своё существование летом 2018 года; возродился в апреле 2023 года и выступает в чемпионате Ленинградской области.
В первенстве Ленинградской области по футболу также выступали команды «Локомотив» (1994—1996), «Эра» (1997—1999, 2003—2008), «Тосно» (2000—2001), МВС-«Агро» (с 2011), «Тосно-м»/«Атлант» (с 2014).
Имеется футбольный стадион «Городской» (2 поля: натуральное травяное и искусственное покрытие), бассейн «Лазурный» (с апреля 2009), СДЮСШОР по дзюдо.

## Фото

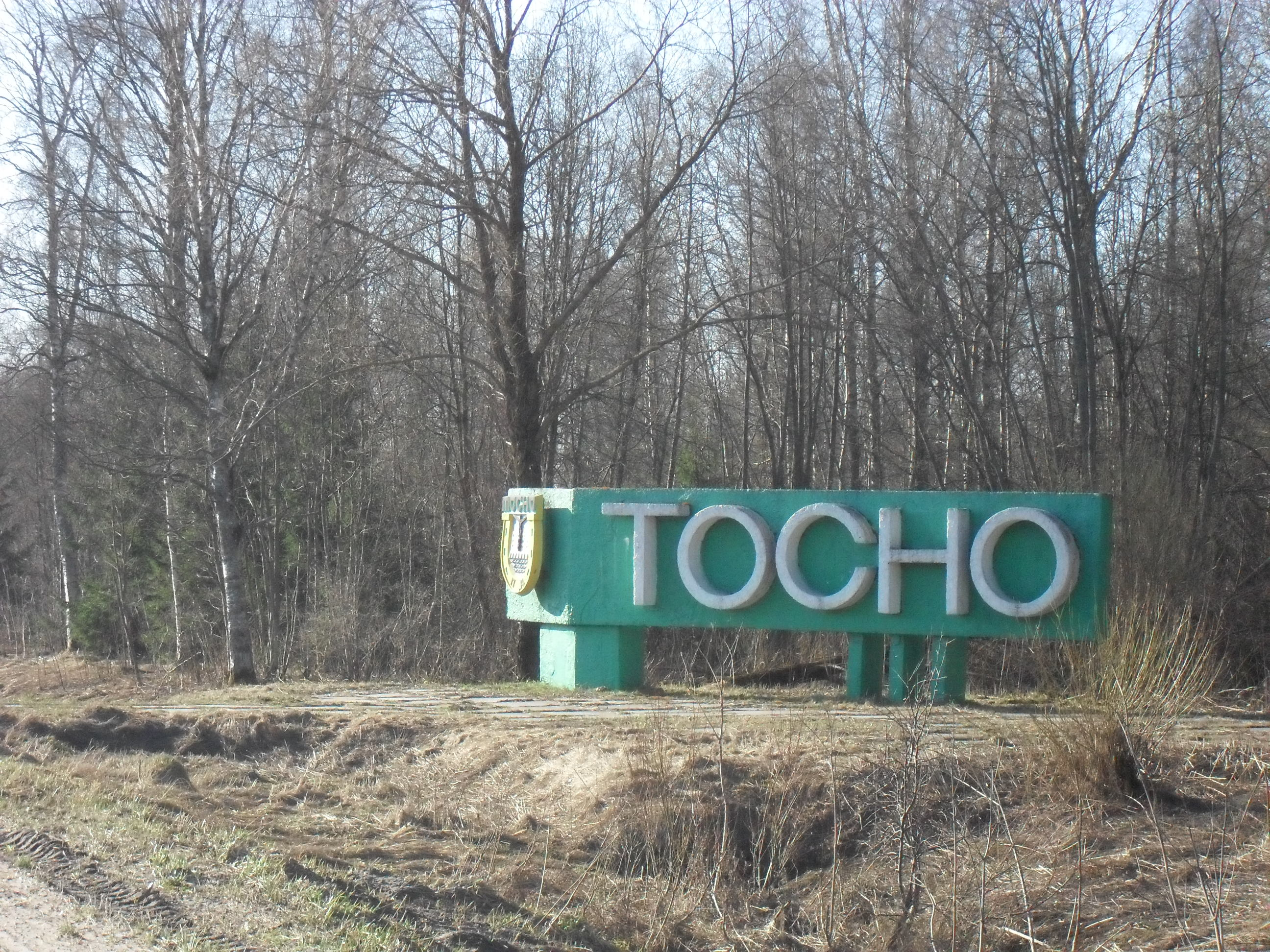
Стела у въезда в город со стороны Санкт-Петербурга. 2010 год
Братская могила советских воинов. 2016 год

## Города-побратимы
Города-побратимы Тосно (2013):
- Обухов (Украина)
- Полоцк (Беларусь)
- Рогачёв (Беларусь)
- Суоярви (Карелия)

## Почётные граждане города
Звание «Почетный гражданин города Тосно» было учреждено исполкомом Тосненского городского Совета депутатов трудящихся в мае 1965 года. Присваивалось гражданам, имевшим особые заслуги перед городом и Тосненским районом. Первым 5 мая 1965 года был удостоен звания Виктор Вержбицкий. Звания удостоены 19 человек.
- Алексеев, Степан Павлович (1914—1985) — директор Тосненского филиала Ленинградского производственного текстильно-галантерейного объединения «Север». В Великую Отечественную войну был политруком. Директор филиала объединения «Север» (1964—1985).
- Блинников, Сергей Александрович (1907—1985) — Герой Советского Союза. В Тосненском районе занимал руководящие должности.
- Бородин, Александр Иванович (род. 1921) — председатель Совета ветеранов 364-й Краснознамённой Тосненской стрелковой дивизии, почётный гражданин Тосно с 1995 года за большую общественную деятельность и военно-патриотическое воспитание среди населения района.
- Васильев, Георгий Александрович (1922—1987) — ветеран войны. Награжден тремя орденами Славы. В течение 28 лет работал учителем химии и биологии в Рябовской средней школе, вел военно-патриотическую работу.
- Вержбицкий, Виктор Антонович (1906—1993) — генерал-майор в отставке, командир 364-й Краснознамённой Тосненской стрелковой дивизии. C 1958 году вел общественную работу в ветеранских организациях.
- Гладштейн, Григорий Яковлевич (1922—2001) — заслуженный архитектор России, лауреат Государственной премии РСФСР, руководитель персональной творческой мастерской при Санкт-Петербургском союзе архитекторов. Участвовал в разработке генеральных планов и застройке городов СССР (1948—1968).
- Данилкин, Иван Тимофеевич — ветеран 364-й Краснознамённой Тосненской стрелковой дивизии.
- Жаворонков, Константин Васильевич (1927—2003) — председатель Совета ветеранов 67-й армии.
- Комлева, Елена Михайловна (1919—1995) — ветеран Великой Отечественной войны. Участвовала в Советско-финской войне. Медсестра партизанского отряда 2-й ленинградской партизанской бригады, позже — начальник санитарной службы отряда.
- Паэгле, Фриц Генрихович (1906—1990) — председатель Совета ветеранов партизанского движения. Участник Гражданской и Великой Отечественной войн. Воссоздавал документальную историю партизанского движения в районе.
- Петров, Анатолий Михайлович (1911—1980) — командир 1216 полка 364-й краснознамённой Тосненской стрелковой дивизии. Сражался на Синявинских высотах. В январе 1944 участвовал в боях за освобождение деревень Пендиково, Нурма и поселка Тосно.
- Полонская, Екатерина Алексеевна (1899—1974) — заслуженный учитель РСФСР. В народном образовании Тосненского района трудилась с 1936 года учителем математики, завучем, заведующей РОНО.
- Румянцев, Василий Александрович (1920—2002) — военный лётчик, участник прорыва и снятия блокады Ленинграда. В Тосно жил с 1934 года, член тосненского аэроклуба, курсант школы лётчиков и авиатехников, пилот истребительной авиации. Удостоен многих боевых наград и звания «Отличник народного просвещения». Руководитель авиамодельного кружка (с 1963), воспитал ряд профессиональных пилотов, среди которых В. В. Смолин, чемпион мира по высшему пилотажу.
- Рябов, Виктор Васильевич (1926—2010) — кавалер трёх орденов Славы, Почетный железнодорожник. С 1950 года работал на Октябрьской железной дороге. Имеет воинские и трудовые награды.
- Синашкина, Нелли Альфредовна (1926—2002) — ветеран культурно-просветительной работы района, музыкальный педагог, автор песен о Тосно.
- Соколов, Юрий Васильевич (род. 1938) — главный архитектор и руководитель исполкома Тосненского городского Совета, первый вице-губернатор Ленинградской области. В Тосненском районе с 1961 года, занимал руководящие посты в сфере экономики и государственного управления, депутат Государственной думы (1993—1995), за экспериментально-показательную застройку поселка Сельцо удостоен Государственной премии РСФСР (1984). Имеет почётное звание «Заслуженный строитель Российской Федерации».
- Суховая, Серафима Дмитриевна (1923—2003) — председатель Совета ветеранов Тосненского района. В Тосненском районе с 1954 года. Глава райотдела социального обеспечения (1963—1980), с 1985 года — в составе районного Совета ветеранов войны и труда.
- Тимофеев, Северьян Петрович (1913—1974) — Герой Советского Союза, Почетный гражданин Тосно с 1974 года. Его имя присвоено Тосненской школе-лицею № 3.
- Фёдоров, Николай Фёдорович (1921—1998) — первый секретарь Тосненского горкома КПСС, Герой Социалистического Труда (1973). Участник Великой Отечественной войны, руководитель государственных и партийных органов Лужского и Тосненского (с 1970 года) районов, общественный деятель.